# Fire/Jericho
«Fire/Jericho» — 3-й сингл британской группы The Prodigy. Трек «Jericho» стоит первым в списке композиций дебютного альбома Experience. Трек «Jericho» имеет сильный брейкбит и ужасающую скорость (Лайам Хоулетт говорил, что не советует слушать эту композицию людям со слабым сердцем). В трек «Fire» включён семпл из одноимённого трека, исполнявшегося Артуром Брауном.
В 1995 году французская техно-ска-группа Dirty District сделала кавер на трек «Jericho».

## Видео
Клип на трек «Fire» снят в холмах, где участники группы сидели у костра; появляются компьютерные вставки, где можно увидеть внутренний мир каждого участника группы. В конце Лиам Хоулетт бросает в костёр журнал Mixmag с надписью на обложке «Убил ли Charly рэйв?», где был изображён сам Лиам Хоулетт с приставленным к виску пистолетом.

## Список композиций

### CD single
1. Fire (Edit) (3:21)
2. Jericho (Original version) (3:47)
3. Fire (Sunrise version) (5:05)
4. Jericho (Genaside II remix) (5:45)

### Elektra CD single (американская версия)
1. Fire (Edit) (3:21)
2. Jericho (Original version) (3:47)
3. Fire (Sunrise version) (5:05)
4. Jericho (Genaside II remix) (5:45)
5. Pandemonium (4:25)